# Acarocybellina arengae
Acarocybellina arengae — вид цвілевих грибів неясного систематичного положення, єдиний вид роду Acarocybellina. Пошкоджує різні види пальм, зокрема кокосову.

## Опис
Колонії розкидані, волохаті, бурі, міцелій частково поверхневий, частково занурений. Гіфи міцелію галузисті, гладенькі та прозорі, з септами. Конідієносці потовщені, відмінні від ниток міцелію, поодинокі. Конідії від брунатного до темнобурого кольору, трьохсептовані, еліптичні, обрізані біля основи. Розміри конідіїв — 16,5–39 x 7,45–16 мкм.

## Поширення
Вперше був виявлений на японському острові Ісіґакі, на пальмі Arenga engleri. Надалі знайдений на Кубі, в Перу, Венесуелі, Новій Зеландії та Індії.